# 魯任
49°43′24″N 29°13′17″E / 49.72333°N 29.22139°E

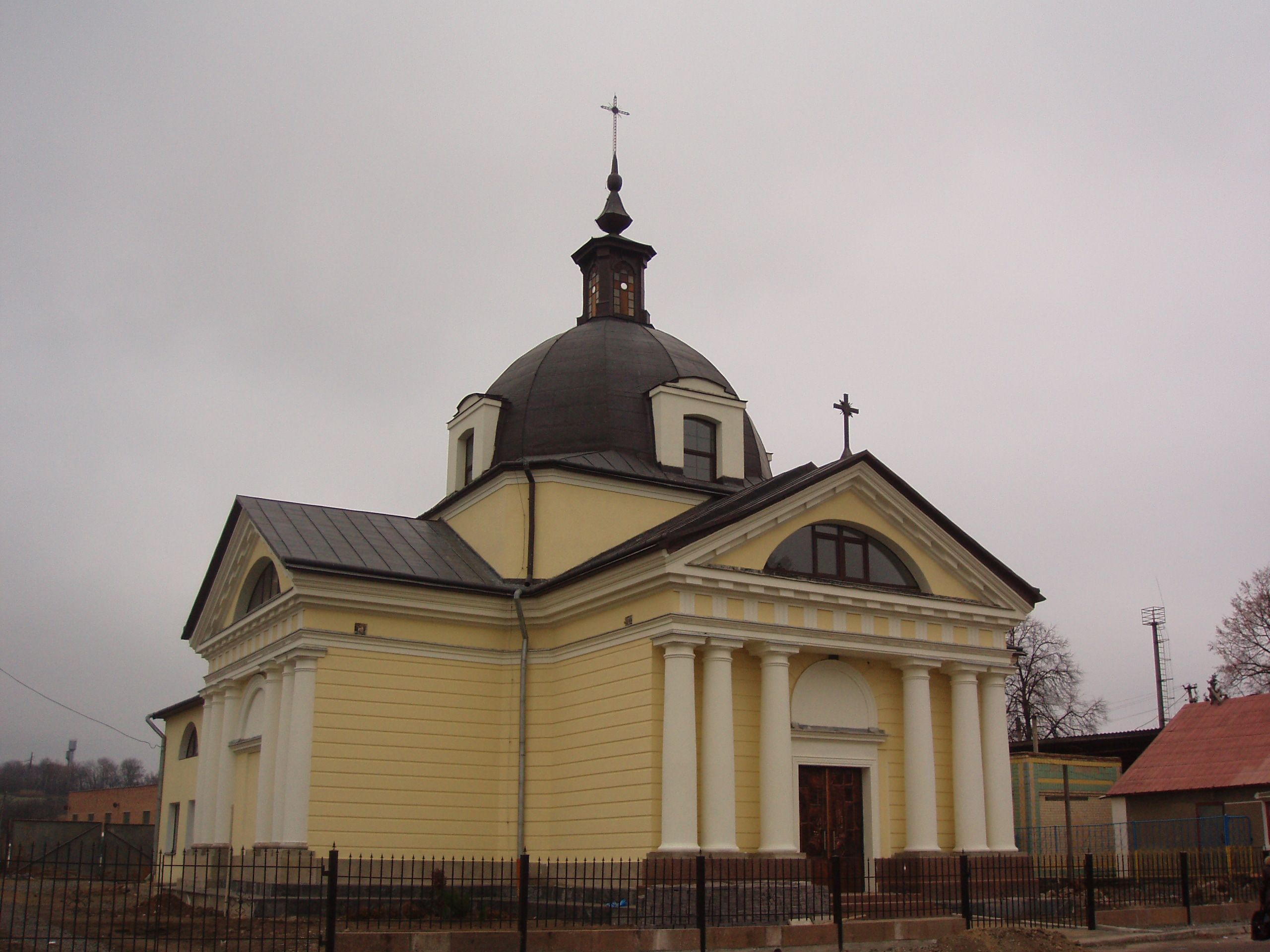

魯任（羅馬化：Ruzhyn）是烏克蘭日托米爾州別爾季切夫區魯任市鎮的鎮，處於羅斯塔維齊亞河畔，面積6平方公里，海拔高度214米，2001年人口5,067、2011年人口4,712，人口密度每平方公里785人。